# Кубок Карелии по футболу
Кубок Республики Карелия по футболу — соревнование российского футбола среди любительских команд Республики Карелия. Проводится под эгидой Федерации футбола Республики Карелия.
В 1948—1956 гг. был кубком союзной республики — Карело-Финской ССР, в 1938-1939, 1960—1991 гг. — кубком Карельской АССР.
В середине-конце 1950-х годов в Карельской АССР проводился кубок по футболу на приз газеты «Комсомолец».
Кубок начинается в последние годы обычно с 1/8 финала, на этапах 1/8, 1/4 финала проводится из одного матча, полуфиналы из двух матчей «дома» и «в гостях», финалы из одной игры. В сезоне 2020 г. в связи с распространением новой коронавирусной инфекции Covid-19 участники кубка были определены по итогам однокругового турнира  в Чемпионате Карелии - команды, занявшие первое и второе место в чемпионате, сыграли в финале, третья и четвертая - в матче за третье место.

## Финалисты и обладатели[4]
| Сезон | Обладатель                            | Финалист                                    |
| ----- | ------------------------------------- | ------------------------------------------- |
| 1938  | «Петрозаводский гарнизон»             |                                             |
| 1939  | «Петрозаводский гарнизон»             | «Энтузиаст» (Беломорск)                     |
| 1940  | Учебный отряд Школы Северного флота   | Воинская часть (Петрозаводск)               |
| 1946  | «ОДО» (Петрозаводск)                  | «Динамо» (Петрозаводск)                     |
| 1947  | «Динамо» (Петрозаводск)               | «ОДО» (Петрозаводск)                        |
| 1948  | «Динамо» (Петрозаводск)               | «Локомотив» (Петрозаводск)                  |
| 1949  | «Динамо» (Петрозаводск)               | «Локомотив» (Петрозаводск)                  |
| 1950  | «ОДО» (Петрозаводск)                  | «Динамо» (Петрозаводск)                     |
| 1951  | «Локомотив» (Петрозаводск)            | «Динамо» (Петрозаводск)                     |
| 1952  | «ДО» (Петрозаводск)                   | «Динамо» (Петрозаводск)                     |
| 1953  | «Динамо» (Петрозаводск)               | «Сортавала»                                 |
| 1954  | «Динамо» (Петрозаводск)               | Лахденпохья                                 |
| 1955  | «ОДО» (Петрозаводск)                  | «Динамо» (Петрозаводск)                     |
| 1957  | «ОСК» (Петрозаводск)                  | «Динамо» (Петрозаводск)                     |
| 1958  | «ОСК» (Петрозаводск)                  | «Динамо» (Петрозаводск)                     |
| 1959  | Онежский тракторный завод             | Кондопога                                   |
| 1960  | «Звезда» (Петрозаводск)               | Онежский тракторный завод                   |
| 1961  | «ДО» (Петрозаводск)                   | «Динамо» (Петрозаводск)                     |
| 1962  | «Сокол» (Петрозаводск)                | ЦРММ (Петрозаводск)                         |
| 1963  | «Звезда» (Сортавала)                  | ФК Маткаселькя                              |
| 1964  | «Ладога» (Сортавала)                  | «Сегежа»                                    |
| 1965  | «Сокол» (Петрозаводск)                | «Ладога» (Сортавала)                        |
| 1966  | ОТЗ (Петрозаводск)                    | Локомотив (Кемь)                            |
| 1967  | «Динамо» (Сортавала)                  | «Локомотив» (Медвежьегорск)                 |
| 1968  | ОТЗ (Петрозаводск)                    | Энергия (Сортавала)                         |
| 1969  | «Буревестник» (Петрозаводск)          | «Буревестник» (в/ч 12485) (Кемь)            |
| 1970  | «Тяжбуммаш» (Петрозаводск)            | «Ладога» (Сортавала)                        |
| 1971  | «Буревестник» (Петрозаводск)          | «Тяжбуммаш» (Петрозаводск)                  |
| 1972  | «Буревестник» (Петрозаводск)          | «РМЗ» (Петрозаводск)                        |
| 1973  | Тяжбуммаш (Петрозаводск)              | ПЛМК (Петрозаводск)                         |
| 1974  | «Буревестник» (Петрозаводск)          | Тяжбуммаш (Петрозаводск)                    |
| 1975  | «Тяжбуммаш» (Петрозаводск)            | «Трактор» (Петрозаводск).                   |
| 1976  | «Целлюлозник» (Петрозаводск)          | «Строитель» (Олонец)                        |
| 1977  | «Машиностроитель» (Петрозаводск)      | «Строитель» (Олонец)                        |
| 1978  | «Машиностроитель» (Петрозаводск)      | «Строитель» (Олонец)                        |
| 1979  | «Машиностроитель» (Петрозаводск)      | «Строитель» (Олонец)                        |
| 1980  | «Машиностроитель» (Петрозаводск)      | «Автомобилист» (Сортавала)                  |
| 1981  | «Машиностроитель» (Петрозаводск)      | ОТЗ (Петрозаводск)                          |
| 1982  | «Машиностроитель» (Петрозаводск)      | «Строитель» (Олонец)                        |
| 1983  | «Машиностроитель» (Петрозаводск)      | «Строитель» (Олонец)                        |
| 1984  | «Авангард» (Петрозаводск)             | «Машиностроитель» (Петрозаводск)            |
| 1985  | «Машиностроитель» (Петрозаводск)      | «Авангард» (Петрозаводск)                   |
| 1986  | «Строитель» (Олонец)                  | «Машиностроитель» (Петрозаводск)            |
| 1987  | «Машиностроитель» (Петрозаводск)      | «Горняк» Костомукша                         |
| 1988  | «Радиотехник» (Петрозаводск)          | «Машиностроитель» (Петрозаводск)            |
| 1989  | «Динамо» (Петрозаводск)               | «Машиностроитель» (Петрозаводск)            |
| 1990  | «Динамо» (Реболы)                     | «Машиностроитель» (Петрозаводск)            |
| 1991  | «Автомобилист» (Петрозаводск)         | «Динамо» (Реболы)                           |
| 1992  | «Локомотив» (Кемь)                    | «Геолог» (Медвежьегорск)                    |
| 1993  | «Динамо» (Петрозаводск)               | «Автомобилист» (Петрозаводск)               |
| 1994  | «Динамо-Визит» (Петрозаводск)         | «Динамо-2» (Петрозаводск)                   |
| 1995  | «Автоколонна 1126» (Петрозаводск)     | «Антти» (Сортавала)                         |
| 1996  | «Автоколонна 1126» (Петрозаводск)     | «Мясокомбинат» (Петрозаводск)               |
| 1997  | «Мясокомбинат» (Петрозаводск)         | «ДЮСШ-7» (Петрозаводск)                     |
| 1998  | «ГТС» (Петрозаводск)                  | «Автоколонна 1126» (Петрозаводск)           |
| 1999  | «ГТС» (Петрозаводск)                  | «Мясокомбинат» (Петрозаводск)               |
| 2000  | «ДЮСШ-7» (Петрозаводск)               | «Мясокомбинат» (Петрозаводск)               |
| 2001  | «Автоколонна 1126» (Петрозаводск)     | «Невская косметика» (Петрозаводск)          |
| 2002  | «КарАл» (Надвоицы)                    | «Олония» (Олонец)                           |
| 2003  | «Алви» (Пряжа)                        | «КарАл» (Надвоицы)                          |
| 2004  | «КарАл» (Надвоицы)                    | «Свят» (Пряжа)                              |
| 2005  | «КарАл» (Надвоицы)                    | «Свят» (Пряжа)                              |
| 2006  | «КарАл» (Надвоицы)                    | «Свят» (Пряжа)                              |
| 2007  | «КарАл» (Надвоицы)                    | «Свят» (Пряжа)                              |
| 2008  | «Северный колледж» (Сегежа)           | «Автоспецтранс» (Петрозаводск)              |
| 2009  | «Автоспецтранс» (Петрозаводск)        | «Лахденпохья»                               |
| 2010  | «ДЮСШ-7-Автоспецтранс» (Петрозаводск) | «Сегежа»                                    |
| 2011  | «Автоспецтранс» (Петрозаводск)        | «Сегежа»                                    |
| 2012  | «МВД» (Петрозаводск)                  | «Костомукша»                                |
| 2013  | «Триумф» (Петрозаводск)               | «Стройавтосервис» (Петрозаводск)            |
| 2014  | «Триумф» (Петрозаводск)               | «Стройавтосервис» (Петрозаводск)            |
| 2015  | «Триумф» (Петрозаводск)               | «Медгора» (Медвежьегорск)                   |
| 2016  | ДЮСШ-7 (Петрозаводск)                 | «Триумф» (Петрозаводск)                     |
| 2017  | «Триумф» (Петрозаводск)               | «Энергогарант» (Петрозаводск)               |
| 2018  | ДЮСШ-7 (Петрозаводск)                 | Сборная АО «Карельский окатыш» (Костомукша) |
| 2019  | «Триумф» (Петрозаводск)               | «Альянс» (Петрозаводск)                     |
| 2020  | СШ-7 (Петрозаводск)                   | «Триумф» (Петрозаводск)                     |
| 2022  | СШ-7 (Петрозаводск)                   | «Триумф» (Петрозаводск)                     |
| 2023  | ГУОР-Карелия (Кондопога)              | «Атлант» (Петрозаводск)                     |
| 2024  | «Триумф» (Петрозаводск)               | ГУОР-Карелия (Кондопога)                    |